# Razão eudísmica
A razão eudísmica ou proporção eudísmica é a diferença da atividade farmacológica entre os dois enantiômeros de uma droga, tanto in vitro como in vivo. Na maioria dos casos em que um composto quiral é biologicamente ativo, um enantiômero é mais ativo que o outro, de modo que a proporção eudismica é um indicador de enantiosseletividade e de potência farmacológica entre os enântiomêros. Uma razão eudísmica de significância estatística menor que 1 representa que os enântiomeros são diferentes em atividade farmacólogica.

## Terminologia
Dois termos utilizados para comparar a diferença entre a ação farmacológica de cada droga são eutômero, que é o enantiômero quiral com a atividade desejada (princípio ativo), e distômero que, por outro lado, é o enantiômero que pode ter bioatividade indesejada ou, ainda, diminuir o potencial de ação da droga ou apresentar efeito bioinerte. Uma mistura racêmica é uma mistura contendo porporções iguais de ambos os enantiômeros, e sua fabricação costuma ser mais fácil do que em formulações enantiopuras.

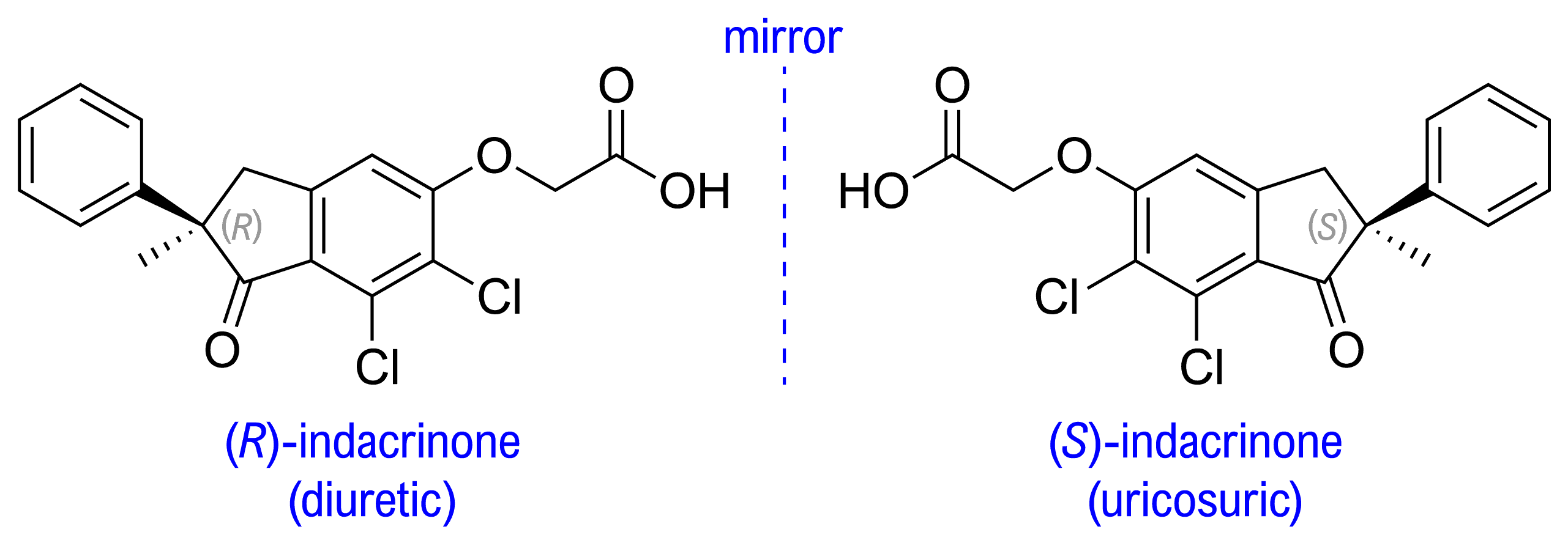
Enantiômeros de indacrinona

Em algumas drogas, às vezes apenas um dos enantiômeros contém toda a bioatividade desejada, enquanto o distômero é muitas vezes menos ativo, não tem atividade desejável ou pode até ser tóxico. Em alguns casos, a razão eudísmica pode tornar ineficaz a droga, de modo que a separação destes dois enantiômeros, em vez de fabricá-lo como um produto racêmico, é desejável. Também é possível que o distômero não seja simplesmente completamente inativo, mas atue antagonize os efeitos do eutômero. Existem alguns exemplos de drogas quirais em que ambos os enantiômeros contribuem, de maneiras diferentes, para o efeito geral desejado. Uma situação interessante é aquela em que o distômero antagoniza um efeito colateral do eutômero para a ação desejada, ação mutalmente benéfica do ponto de vista terapêutico. Isso é demonstrado de forma convincente pelo diurético indacrinona [en]
Nesse fármaco, o isômero (R)-(+), seu eutômero,  é responsável pela ação diurética e pela retenção indesejada de ácido úrico, efeito colateral comum a muitos diuréticos. O isômero (S)-(-), o disômero, atua como um agente uricossúrico (aumentando a produção de urina) e, assim, antagoniza o efeito colateral causado pelo isômero (R). Por isso, é preferível que o fármaco seja disponibilizado como racemato (mistura racêmica de proporção 1:1 para ambos os enantiômeros), uma vez que os enantiômeros se complementam. No entanto, para uma ação ideal, a proporção de eutômero para distômero deve ser avaliada; no caso da indacrinona, ela é estabelecda como 9:1 (1 parte de distômero para 9 partes de eutômero). Este é um caso clássico de uma droga que é preferível em sua forma não racêmica. Alternativamente, é possível que após o metabolismo, o distômero seja convertido, ao menos em parte, no eutômero.

## Cálculo
Uma maneira de calcular a razão eudísmica é através da razão entre EC50 e/ou IC50 do eutômero pela mesma medida do distômero de uma droga em forma de racemato.

## Exemplos
- Citalopram é um exemplo de droga cujo distômero reduz a atividade do eutômero, e foram tomadas medidas para separar o enantiômero mais fraco, tornando maior sua estereosseletividade (escitalopram)
- A talidomida é uma droga cujos dois enantiômeros causam efeitos opostos um ao outro
- O metorfano é outra droga cujos dois enantiômeros possuem perfis de ligação muito diferentes, sendo o enantiômero L um opioide com propriedades analgésicas potentes, e o enantiômero D um supressor de tosse de venda livre, comumente usado que atua como um antagonista de NMDA, mas que quase não possui ação opioide. atividade.
- Os aminoácidos também podem ser avaliados por meio do cálculo da razão eudísmica. Quase todos os aminoácidos do corpo humano são chamados de aminoácidos "L"; apesar de ser quiral, o corpo quase exclusivamente cria e utiliza aminoácidos desta forma. D aminoácidos, os enantiômeros - ou "imagens especulares" - dos aminoácidos no corpo humano não podem ser incorporados às proteínas. D-aspartato e D-serina, por outro lado, atuam de forma diferente, uma vez que não se incorporam em proteínas, mas atuam individualmente como moléculas sinalizadoras. Ainda assim, os mamíferos podem metabolizar uma quantidade significativa de aminoácidos D oxidando-os em α-cetoácidos (a maioria dos quais não são quirais) e, em seguida, as transaminases podem criar aminoácidos L. Alguns alimentos comuns contêm misturas quase racêmicas de aminoácidos.